# Élections fédérales suisses de 1881
Les élections fédérales suisses de 1881 se sont déroulées le 30 octobre 1881. Ces élections permettent d'élire au système majoritaire les 145 députés (+10 par rapport aux dernières élections) répartis sur 49 arrondissements électoraux (+1 par rapport aux dernières élections) eux-mêmes répartis sur les 22 cantons, siégeant au Conseil national (chambre basse), pour une mandature de trois ans.
Ces élections sont régies par la nouvelle Loi fédérale concernant les élections des membres du conseil national du 3 mai 1881. Cette loi répartit les 10 nouveaux députés ainsi :
+2 pour chaque canton suisse de Berne et Zurich, +1 pour chaque canton d'Appenzell Rhodes-Extérieures, de Bâle-Ville, de Genève, de Schwytz, du Tessin et de Vaud.
Le corps électoral composé de citoyens ayant droit de cité élit désormais directement les membres du Conseil des États dans les cantons d'Appenzell Rhodes-Extérieures, de Nidwald et d'Obwald (à travers la Landsgemeinde), et à l'urne dans les cantons de Soleure, de Thurgovie et de Zurich et pour la première fois également dans le canton des Grisons et de Zoug. Dans les 14 autres cantons, les élections au Conseil des États sont quant à elles toujours non régulées et certains cantons ont renouvelé leurs Sénateurs parfois plusieurs fois sur les trois années écoulées. Dans ces 14 autres cantons, les Conseillers aux États continuent d'être élus, nommés ou désignés par les Grands Conseils, et ce à des dates variables.

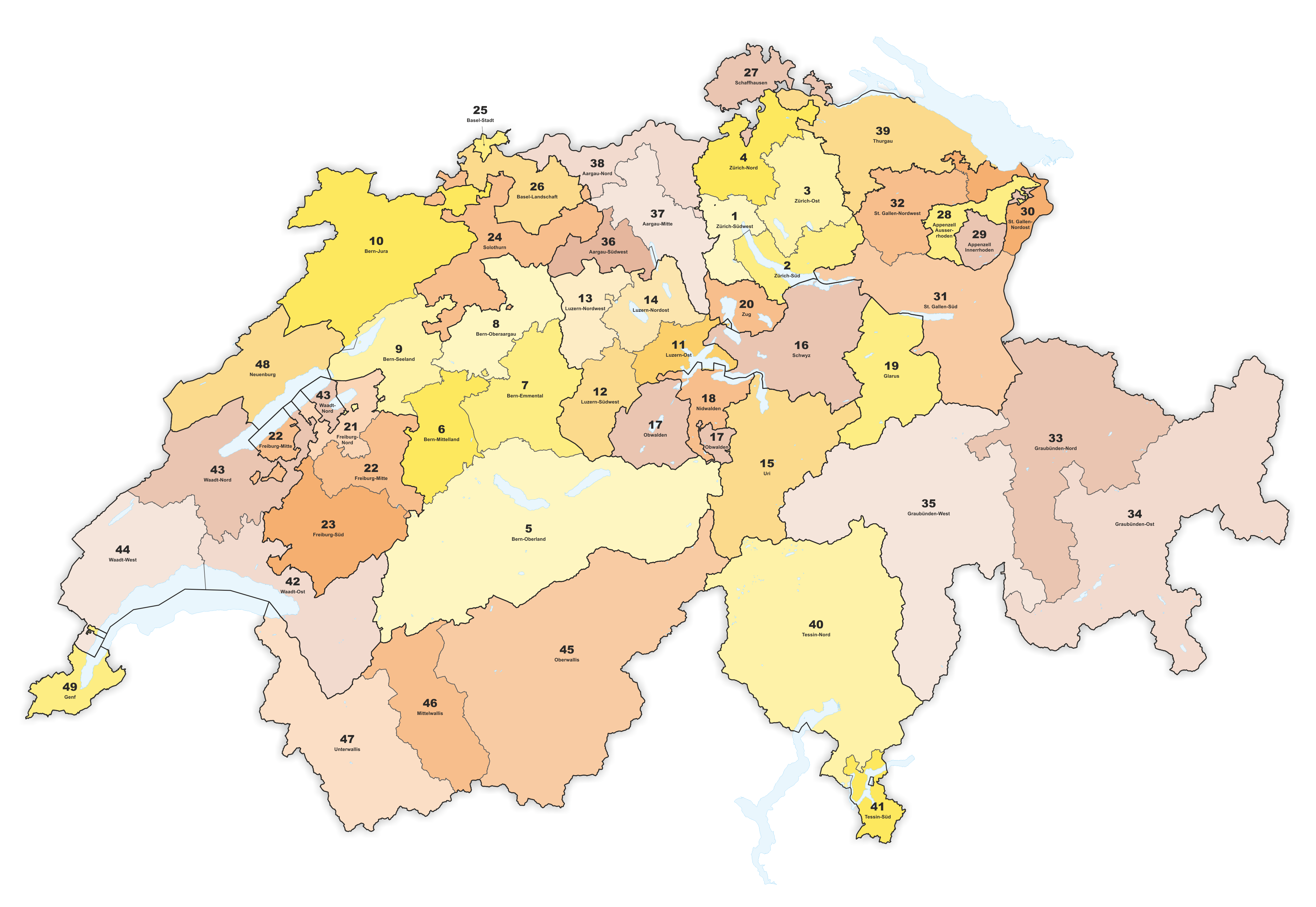
Les 49 circonscriptions des 12e, 13e et 14e Législatures fédérales (1881-1887).

Après les élections fédérales suisses de 1878, le Parti démocratique et les Radicaux opèrent un réel basculement vers la gauche. Sans réelle programmatique de gauche, on peut dénombrer trois grandes orientations au sein de la gauche:
- À cause de la Grande Dépression, on voit désormais un nouveau protectionnisme nationaliste des frontières, comme ce fut le cas pour l'Empire allemand depuis 1878/1879. Les «protectionnistes» accusèrent les partisans d'une économie libre de marché et des capitaux des chemins de fer d'avoir négligé les intérêts économiques de la Suisse, notamment les Libéraux Modérés;
- Les partisans d'un interventionnisme d'état appelèrent à de plus importantes intervention dans le champ du social en demandant notamment une assurance sociale et accidents ainsi qu'un monopole d'état pour les banques et les chemins de fer;
- Les partisans d'un interventionnisme d'état mais demandant un assouplissement du Kulturkampf, notamment les membres du Parti démocratique suisse, opposés au Kulturkampf.

Toutefois, les Libéraux Modérés approuvèrent une certaine forme d'interventionnisme de l'État car ils ne se réclamaient pas de l'École de Manchester.
Les oppositions sur le Kulturkampf affaiblirent tant les Conservateurs catholiques réunis sous la bannière de l'Union conservatrice que les Conservateurs réformés, réunis sous la bannière de la Droite Évangélique.
Pour ces élections depuis 1848, les Radicaux (centre-gauche) remportent pour la douzième fois consécutivement le scrutin fédéral avec 75 sièges (+18) et 39,8 % des voix (+5 %). Ce sont les grands vainqueurs de ces élections en remportant tant le vote populaire que le nombre de sièges obtenant de plus une majorité absolue. Avec 35 sièges (-2), l'Association conservatrice suisse qui s'est muée en Union conservatrice (droite) obtient 24,6 % des voix (-1,7).
Ces élections ont débouché sur la 12e Législature qui s'est réunie pour la première fois le 5 décembre 1881.
Sur les 637 224 hommes âgés de 20 et plus et ayant droit de cité, 395 400 d'entre eux prirent part à ce scrutin, ce qui représente un taux de participation de 62,1% (+5,2 %).
Le taux de participation le plus élevé est dans le Canton de Schaffhouse où le vote obligatoire fait déplacer 95,2 % du corps électoral (+0,1 %). À l'inverse, dans le Canton de Schwytz seulement 28,3 % du corps électoral prend part au vote.

## Législature 1881 -1884
Les liens (et couleurs) renvoient sur les partis héritiers actuels de ces formations politiques d'antan. Certaines formations sont passées de gauche au centre-droit (GR, CL ⇒ PLR), d'autres de la droite au centre-droit (UC ⇒ PDC) ou  centre-gauche (DÉ ⇒ PEV). La Gauche Démocratique est restée à gauche aujourd'hui à travers les mouvements socialistes.
|  | Formations («Partis») | Sigles | Tendances politiques                           | Sièges au CN | Sièges au CE |
|  | --------------------- | ------ | ---------------------------------------------- | ------------ | ------------ |
|  | Gauche Radicale       | GR     | Radicaux, Radicaux-démocrates, Gauche          | 75           | 17           |
|  | Union conservatrice   | UC     | Conservateurs catholiques, Droite              | 35           | 18           |
|  | Centre Libéral        | CL     | Libéraux, Modérés, Libéraux-démocrates, Centre | 22           | 4            |
|  | Parti démocratique    | DEM    | Démocrates, Gauche                             | 10           | 3            |
|  | Droite Évangélique    | DE     | Conservateurs réformés, Droite                 | 3            | 1            |
|  | Divers                | Ind    | Divers                                         | -            | 1            |

## Résultats au Conseil national dans les cantons
| Canton             | Total | DEM    | GR       | CL      | DE     | UC      |
| ------------------ | ----- | ------ | -------- | ------- | ------ | ------- |
| Zurich             | 16    | 8 (+1) | -        | 8 (+1)  | -      | -       |
| Berne              | 27    | -      | 25 (+3)  | 1 (+1)  | 1 (-2) | -       |
| Lucerne            | 7     | -      | 2 (+1)   | 0 (-1)  | -      | 5       |
| Uri                | 1     | -      | -        | -       | -      | 1       |
| Schwytz            | 3     | -      | -        | -       | -      | 3 (+1)  |
| Nidwald            | 1     | -      | -        | -       | -      | 1       |
| Obwald             | 1     | -      | -        | -       | -      | 1       |
| Glaris             | 2     | -      | 1        | 1       | -      | -       |
| Zoug               | 1     | -      | -        | -       | -      | 1       |
| Fribourg           | 6     | -      | 2 (+2)   | -       | -      | 4 (-2)  |
| Soleure            | 4     | -      | 4        | 0       | -      | -       |
| Bâle Campagne      | 3     | -      | 3        | -       | -      | -       |
| Bâle-Ville         | 3     | -      | 2 (+1)   | 1       | -      | -       |
| Schaffhouse        | 2     | 0 (-1) | 2 (+1)   | -       | -      | -       |
| Rhodes-Extérieures | 3     | -      | 1        | 2 (+1)  | -      | -       |
| Rhodes-Intérieures | 1     | -      | -        | 1 (+1)  | -      | 0 (-1)  |
| Saint Gall         | 10    | 1 (+1) | 0 (-1)   | 4       | 1      | 4       |
| Grisons            | 5     | -      | 2        | 0 (-1)  | 1      | 2 (+1)  |
| Argovie            | 10    | -      | 5 (+1)   | 2 (-1)  | -      | 3       |
| Thurgovie          | 5     | 1 (-1) | 3 (+1)   | 1       | -      | -       |
| Tessin             | 7     | -      | 2 (+2)   | -       | -      | 5 (-1)  |
| Vaud               | 12    | -      | 12 (+3)  | 0 (-2)  | -      | -       |
| Valais             | 5     | -      | -        | -       | -      | 5       |
| Neuchâtel          | 5     | -      | 5        | -       | -      | -       |
| Genève             | 5     | -      | 4 (+4)   | 1 (-3)  | -      | -       |
|                    | 145   | 10 (±) | 75 (+18) | 22 (-4) | 3 (-3) | 35 (-2) |